# Mömbris
Mömbris – gmina targowa w Niemczech, w kraju związkowym Bawaria, w rejencji Dolna Frankonia, w regionie Bayerischer Untermain, w powiecie Aschaffenburg. Leży około 10 km na północ od Aschaffenburga, nad rzeką Kahl, przy linii kolejowej Hanau – Schöllkrippen.

## Dzielnice
W skład gminy wchodzą następujące dzielnice: 
| - Angelsberg - Brücken - Daxberg - Dörnsteinbach - Gunzenbach - Heimbach - Hemsbach - Hohl - Königshofen an der Kahl | - Mensengesäß - Molkenberg - Mömbris - Niedersteinbach - Rappach - Reichenbach - Rothengrund - Schimborn - Strötzbach |

## Polityka
Wójtem jest Reinhold Glaser z CSU. Rada gminy składa się z 25 członków:
|      | CSU | SPD | Wspólnota Wyborcza | Obywatele Niezrzeszeni | Razem     |
| 2002 | 13  | 5   | 5                  | 2                      | 25 miejsc |

## Współpraca
Miejscowość partnerska:
- Kanton Aunay-sur-Odon, Francja
- Kanton Caumont-l’Éventé, Francja
- Kanton Villers-Bocage, Francja

## Osoby urodzone w Mömbris
- Ivo Zeiger (1898 – 1952) – teolog

## Oświata
(na 1999)

W gminie znajduje się 495 miejsc przedszkolnych (471 dzieci) oraz 5 szkół (46 nauczycieli, 985 uczniów).